# 736 Harvard
736 Harvard је астероид главног астероидног појаса. Приближан пречник астероида је 16,66 ,
а средња удаљеност астероида од Сунца износи 2,201 астрономских јединица (АЈ).
Инклинација (нагиб) орбите у односу на раван еклиптике је 4,375 степени, а орбитални период износи 1193,267 дана (3,266 године). Ексцентрицитет орбите астероида износи 0,165.
Апсолутна магнитуда астероида износи 11,64 а геометријски албедо 0,140.
Астероид је откривен 16. новембра 1912. године.